# 102º Gruppo
(chiamata radio che il Com.te Cenni dava alla 239ª s.a.t. e poi al 102º Gruppo prima del "Tuffo": è ancora oggi in uso al Gruppo)
Il 102º Gruppo "Giuseppe Cenni" (i cui piloti sono soprannominati, tradizionalmente, Paperi) è un reparto dell'Aeronautica Militare Italiana che vola sui Lockheed Martin F-35 Lightning II precedentemente sui Panavia Tornado e con due incarichi: uno operativo da Caccia bombardieri ognitempo convenzionali (CBOC) e uno come addestramento operativo dei piloti di Tornado (OCU).
Il 102º Gruppo venne costituito durante la seconda guerra mondiale, il 1º maggio 1942, presso il Campo della Promessa di Lonate Pozzolo, al comando del Magg. Pil. Giuseppe Cenni (Medaglia d'oro al valor militare) e per idea del Gen. Tedeschini Lalli. La volontà del Generale era di creare il miglior gruppo per la specialità da Tuffo: non a caso fu costituito dalla 239ª Squadriglia Autonoma Tuffatori - del Comandante Cenni - e che aveva ottenuto dal 1940 i migliori risultati di specialità. Il 102º Gruppo sarà la colonna portante del 5º Stormo Tuffatori, uno dei pochi Stormi decorati di Medaglia d'oro al valor militare. Emblematica fu l'estate del 1943, quando i piloti del 102º Gruppo provarono ad ostacolare l'invasione Alleata della Sicilia prima e della Calabria poi, in varie missioni senza scorta, perdendo in poche settimane ben due comandanti di Stormo e decine di piloti. Nella sua storia il Gruppo non è stato mai chiuso e ha sempre partecipato a tutte le missioni dell'Aeronautica Militare Italiana, mantenendo altissimi standard e un alto spirito di corpo dato dal carisma del primo Comandante e dal celebre motto "Valzer!" che hanno accomunato le varie generazioni.
(Gen. Roberto Azzolin, già Comandante del 102º Gruppo e del 5º Stormo)

## Storia

### Seconda guerra mondiale

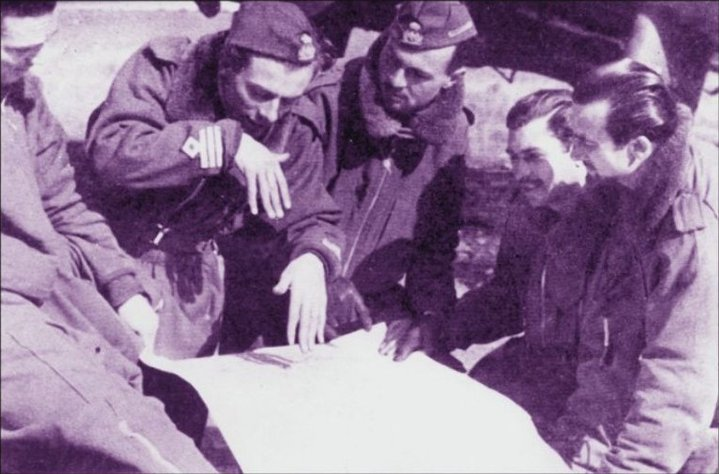
Giuseppe Cenni mostra la sequenza dei tuffi con gli Stuka. Tutti i piloti della 239ª Sq., e che sono ritratti nella foto, perderanno la vita in azione di guerra (gennaio 1941, Galatina)

#### Guerra Balcani
La storia del 102º Gruppo deve essere fatta risalire ben prima della sua fondazione: infatti la sua origine nasce dall’unione di due Squadriglie Autonome Tuffatori, la 209ª e, soprattutto, la 239ª (del Comandante Cenni), e che avevano già affrontato tutta la guerra. Nello specifico, la 209ª proveniva dal primo reparto da Tuffo della Regia Aeronautica col fallimentare S.M.85 e creata prima della guerra. Mentre la 239ª fu creata nel nuovo 97º Gruppo in cui si raccolsero tutti i piloti volontari, che operavano dalla prima linea della caccia, e che avevano accettato il passaggio al famoso Stuka, e il cui primo Comandante fu proprio Giuseppe Cenni. Ma, già pochi mesi dopo, la 239ª Squadriglia divenne Autonoma per consentire a Cenni, e a tutto il personale, una maggiore agilità di spostamento nel teatro bellico. Prima la Sicilia per le azioni contro il naviglio inglese, poi il durissimo ciclo dall'Aeroporto di Lecce-Galatina della guerra in Grecia, poi Jesi per le azioni sulla Jugoslavia (con 4 morti) ed ancora Galatina fino alla caduta della Grecia. Nel ciclo di operazioni vennero affondate svariate tonnellate di naviglio, distrutti importati snodi ferroviari e stradali, ponti, truppe di terra o infrastrutture strategiche. Ma la 239ª Squadriglia dovette pagare un importante contributo di vite di piloti.

#### Guerra Libia
La 239ª Squadriglia di Giuseppe Cenni fu immediatamente spostata sul fronte Libico: ma mentre al cap. Cenni, e ai piloti con più ore di guerra, furono concessi alcuni giorni di licenza premio, al personale fu ordinato di partire. Durante il volo di trasferimento degli specialisti, il 7 maggio 1941, l'S.M.82 fu attaccato da caccia inglese e dovette ammarare: 13 specialisti della 239ª, dei 22 a bordo, persero la vita. Al suo arrivo Cenni non trovò una situazione facile. Ma bisognava riorganizzarsi velocemente, e così la 239ª Squadriglia, con continue e instancabili azioni, distrusse: il sommergibile Cachalot, la petroliere Helka, le corvette Grimsby e Auckland, le cacciatorpediniere Waterhem e Defender, le corvette Cricket e Flamingo, depositi di carburante e varie batterie contraeree nel porto di Tobruk, mezzi corazzati e molti altri risultati. Il comandante Cenni aveva guidato, come il suo solito, tutte le azioni affondando personalmente molte delle navi con centri perfetti e spesso con la sua tecnica "Picchiata Cenni". Si chiuse così un durissimo ciclo operativo per la 239ª Squadriglia, con il sacrificio di: 6 piloti, 7 uomini di equipaggio e 13 specialisti.

#### Nascita del 102

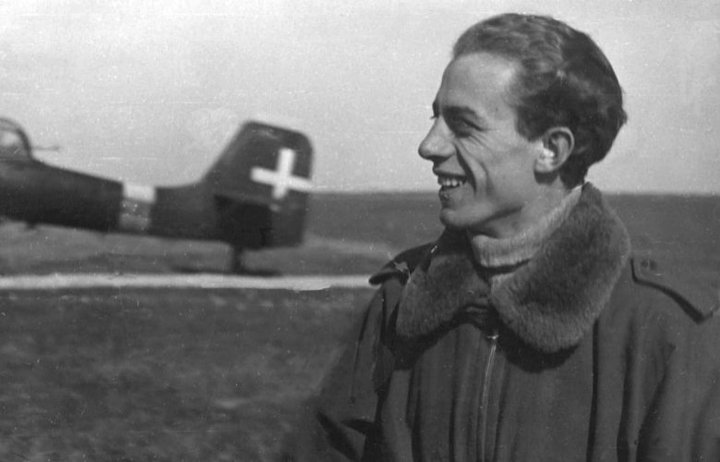
Giuseppe Cenni in linea volo, con il suo Stuka sullo sfondo [Galatina (Lecce)]

Così, mentre Giuseppe Cenni stava trascorrendo il suo periodo di forzato riposo come Comandante del 1º Nucleo addestramento Tuffatori sulla Pista di Lonate Pozzolo, il Gen. Tedeschini Lalli volle la costituzione di un nuovo Gruppo che potesse essere la punta di diamante dei reparti a Tuffo: era il 1º maggio 1942, e sullo storico Campo della Promessa, base centrale per i reparti tuffatori, vi fu la costituzione del 102º Gruppo (209ª e 239ª Squadriglia). Il comandando del Gruppo non poteva che essere affidato al più abile pilota della specialità: Giuseppe Cenni.
Poche settimane dopo fu ricostituito il 5º Stormo Tuffatori sotto il comando del T.Col. Nobili, con il 101º e 102º Gruppo anche se i due Gruppi operarono in modo autonomo. Il 102 fu subito messo in allarme e iniziarono ad operare da Gela: però, questa volta, si doveva operare in rischiose e difficili missioni notturne. Tutte le sere, Cenni col suo 102, operava nell'oscurità del cielo di Malta. Gli obbiettivi erano gli aeroporti maltesi e le difese dell'isola. Ma in breve tempo il 102 perse 3 equipaggi: un sacrificio troppo elevato. Lo Stato Maggiore della R.A. ordinò di tornare ad operare di giorno.

#### Battaglia di Pantelleria
Così il 102 tornò ad attaccare grosse navi: come nella Battaglia di mezzo giugno a Pantelleria. Dove, dopo una lunga ricerca, il 14 giugno, i 17 Stuka intercettarono il convoglio: ma oramai erano giunti al limite dell’autonomia. Giuseppe Cenni diede comunque l’ordine di attaccare. Furono affondati: un incrociatore (8.000 t.), un mercantile e danneggiata gravemente una grossa nave da guerra e altre 5 navi colpite. Tutti gli aerei rientrano ma con i serbatoi vuoti. Il giorno dopo furono affondati un incrociatore ausiliario, 2 grossi mercantili e 2 piroscafi. Ma vennero attaccati da Hurricane e Spitfire: il 102 perse un equipaggio. Cenni in quei 2 giorni totalizzò ben 23 ore di volo di guerra in mare aperto. A tutti gli uomini del 102 arrivò una decorazione, a Cenni la Medaglia d'Argento al Valor Militare sul campo.

#### Azioni su Malta e Battaglia di "mezzo agosto"
Si tornò ad operare, dal 26 giugno, su Malta di notte: nonostante l’elevate perdite umane già subite. Oppure, il 16 luglio, affondarono il veloce posamine Welshman. Ma nelle varie missioni si persero altri 5 equipaggi.
A metà agosto vi fu il più grande tentativo di rifornire Malta da parte degli Alleati: il Gruppo si spostò a Pantelleria e, il 12 agosto, 8 Stuka del 102 attaccarono il primo convoglio, perdendo due aerei. Alle 7.50 del 13, vi fu una seconda azione ma trovarono Hurricane e Spitfire V che li attendevano all’uscita della picchiata. Uno Stuka fu abbattuto dalla contraerea e uno dagli Spitfire. Nelle azioni erano andati perduti più di 1/3 degli aerei del Gruppo. Varie navi furono colpite nelle varie missioni, tra cui: la petroliera Ohio e al cacciatorpediniere Ashantiel.
Dal 26 agosto fu assegnato esclusivamente a Cenni, in qualità di migliore pilota della specialità, un Reggiane Re.2001 in via sperimentale: l’obbiettivo era capirne il possibile impiego nella Bombardamento in picchiata.

#### Re.2002 e sbarco in Sicilia
A fine 1942 gli Stuka avevano raggiunto le massime ore permesse e Giuseppe Cenni fu chiamato a Reggio Emilia dall’Ing. Longhi per provare a risolvere i difficili problemi di messa a punto del nuovo Re.2002. Tutto il personale si divise tra Reggio Emilia, Lonate Pozzolo e Tarquinia.
Nella notte del 9 luglio 1943 incominciò lo sbarco in Sicilia. Nella prima mattina del 10, Cenni, al comando del gruppo, si spostò a Crotone. Appena atterrati arrivò subito l’ordine di ridecollare: vi fu solo il tempo per agganciare le bombe e, alle 18.10, instancabilmente, decollarono 2 formazioni di 4 velivoli: una guidata dal T.Col. Nobili e l’altra dal Magg. Cenni. Arrivati sulle coste di fronte ad Augusta furono travolti da un inferno di fuoco. Finito lo sgancio delle bombe gli 8 Re.2002 furono intercettati da Spitfire. Tre velivoli furono abbattuti: tra cui il Comandante del 5º Stormo Nobili. I vertici dell'Aeronautica affidarono a Cenni il comando dello Stormo, diventando così, a soli 28 anni, il più giovane comandante di Stormo della Regia Aeronautica. Nonostante fosse emerso, dal giorno precedente, che affrontare quei cieli senza scorta fosse un suicidio: il 102 continuò senza esitazione. L’11 vi furono 2 missioni: perdendo altri 3 piloti. Altri piloti abbattuti il 12. Così il 13 che vide Cenni, in una giostra furibonda, disimpegnare i propri piloti attaccati da un gruppo di Spitfire: riuscendo anche ad abbatterne uno. Ma altri 2 piloti persero la vita. Nello stesso giorno 50 Bombardieri B.24 rasero al suolo l'aeroporto di Crotone e il 5º Stormo. Si trasferirono sull'Aeroporto di Manduria (Taranto). Nel frattempo, il 25 luglio, cadde il fascismo: ma il 5º Stormo rimase compatto sotto la guida del loro Comandante.

#### Morte del comandante Cenni
Il 3 settembre partì l'invasione della penisola: 10 Re.2002 del 5º Stormo decollarono da Manduria per ostacolare lo sbarco alleato in Calabria. Alle 17.15 dello stesso giorno, a pochi chilometri da quegli scontri, il Gen. Castellano firmava la resa senza condizioni.
La guerra era finita ma, il 4 settembre 1943, gli uomini del 5º Stormo Tuffatori nulla sapevano e neppure immaginavano di quanto fosse accaduto il giorno precedente. L'invasione della penisola andava avanti e non si poteva far altro che ostacolarla con tutte le forze possibili. Sulla scrivania del Comandante Cenni arrivò chiaro l’ordine di affrontare l’ennesima missione. Cenni, nonostante l’incarico di comandante di Stormo, volle guidare personalmente l’operazione. Alle 11 e 25, 12 Re.2002 decollarono, la formazione era scortata da 10 Macchi M.C.202 del 21º Gruppo Caccia Autonomo e 12 Macchi M.C.205 del 9º Gruppo caccia del 4º Stormo. Proprio mentre i tuffatori si accingevano ad attaccare la testa di ponte alleata, comparve sullo Stretto di Messina una formazione di una trentina di Spitfire Mk.IX del 111 Squadron e Spitfire Mk.V del 243 RAF Squadron. Così i Macchi 205 e i 202, destinati alla scorta diretta, persero di vista i Reggiane. Arrivò, da Cenni, il «Valzer, ragazzi!»: i Re.2002 si lanciarono in due picchiate. Quattro imbarcazioni tipo LCF vennero affondate e molto materiale bellico distrutto. I tuffatori uscirono tutti indenni dalla violentissima reazione contraerea. Cenni che, come sua abitudine, in uscita dalla picchiata si metteva in coda al gruppo, per garantire la copertura ai suoi uomini, fu attaccato da quattro Spitfire IX, che si erano disimpegnati dal combattimento con i Macchi e si erano lanciati sui Re.2002. In coda c'erano: il Ten. Moglia, il Sergente Banfi e il Comandante Cenni a chiudere. Banfi fu subito colpito e trovò salvezza lanciandosi col paracadute. Cenni tentò di difendere Moglia ingaggiando un’iniziale giostra, dove riuscì ad abbattere lo Spitfire del Sergeant M. S. Murray che fece un atterraggio di fortuna, per essere poi catturato dalla popolazione. Ma, purtroppo, anche Moglia fu abbattuto e ucciso. Data la netta superiorità tecnica dei caccia alleati, Cenni tentò una disperata salvezza seminandoli, con volo radente, tra le insenature dei crostoni di roccia dell’Aspromonte. Uno dei caccia si schiantò contro una montagna, ma le raffiche degli Spitfire rimasti non lasciarono scampo a Cenni. Il suo Re.2002 prese fuoco e non vi fu il tempo nemmeno di tentare il lancio con il paracadute. Si schiantò sul Torrente Bonamico nel comune di San Luca sull'Aspromonte.
Scomparve così, a soli 28 anni, il Comandante Cenni all'ultima azione di guerra del suo gruppo, ad armistizio già firmato, dopo due guerre in cui non si era mai risparmiato.

### Guerra di liberazione

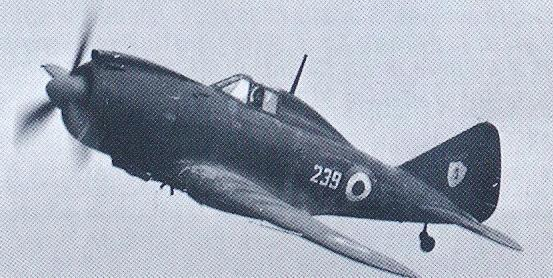
Un cacciabombardiere Reggiane Re.2002 Ariete del 102º Gruppo (239ª Sq.) con la coccarda tricolore del post 8 Settembre '43.

Dopo l'armistizio dell'8 settembre il Gruppo, così come tutto il 5º Stormo, rimase compatto e venne immediatamente utilizzato nella guerra di liberazione a fianco degli Alleati. Venne rischierato presso Palata in provincia di Foggia, Galatina e altre basi pugliesi da dove effettuò fino al termine del conflitto numerose azioni in Albania e in Jugoslavia.

### Dopoguerra
Nel periodo post-bellico che va dal 1946 al 1956 il 102º Gruppo venne dislocato inizialmente in Lombardia presso l'aeroporto di Orio al Serio in provincia di Bergamo trasferendosi successivamente a Vicenza e Villafranca presso Verona. Il 1º gennaio 1951, assieme all'altro Gruppo del 5º Stormo, il 102º cambia specialità passando da CT (Caccia Terrestri) a CB (Caccia Bombardieri); in tale decennio il reparto è stato equipaggiato con velivoli di diverse caratteristiche tecniche: Macchi M.C.205, Spitfire IX, P-47 Thunderbolt, F-84G Thunderjet e F-84F Thunderstreak.

### L'era Starfighter
Da luglio 1956 a settembre 1993 il 102º Gruppo, in seno alla 5ª Aerobrigata, fu rischierato presso l'aeroporto di Rimini. Nel 1964 dopo che erano stati radiati o dismessi i velivoli della serie 80 (F84F) il Gruppo ricevette in consegna i primi velivoli F-104G Starfighter, successivamente sostituiti dalla più moderna versione "S" effettuando con tale velivolo oltre 100.000 ore di volo, conseguendo nel 1968 e nel 1971, il "Lockheed Flight Safety Perpetual Award" per aver effettuato l'attività di volo annuale senza alcun incidente.

### L'era dei Tornado
Dopo una vita sotto le insegne del 5º Stormo "Giuseppe Cenni" e decenni di permanenza a Rimini, il 13 settembre 1993, il Gruppo venne trasferito presso l'aeroporto di Ghedi alle dipendenze del 6º Stormo, dove ricevette il primo esemplare del cacciabombardiere ognitempo Tornado IDS.
Dal 1999, oltre all'incarico operativo, il 102º Gruppo assunse anche il prestigioso ruolo di Unità di Conversione Operativa (O.C.U.): divenendo così la scuola di volo italiana per gli equipaggi Tornado.
Con il velivolo Tornado il 102º Gruppo partecipò alle missioni di guerra in Bosnia e Kossovo e, in particolare, durante l'operazione "Allied Force", furono proprio i "Paperi" del 102º Gruppo a effettuare il primo sgancio di armamento reale dell'intera operazione.
Dal 2008 gli equipaggi del 102º Gruppo, assieme alla sua componente tecnica, si alternarono in Afghanistan nell'ambito del Task Group Air Devil rischierato sulla base di Mazar-i Sharif, nell'ambito della missione NATO International Security Assistance Force (ISAF). 
A seguito della crisi libica, nel 2011, gli equipaggi del 102º Gruppo parteciparono in supporto all'operazione Unified Protector. 
Nel periodo che va dal 2014 al 2016, il 102º Gruppo volo fu impiegato presso la base di Al Jaber in Kuwait nel Task Group Devil nell'ambito della missione "Inherent Resolve".

### Lockheed Martin F-35 Lightning II
È il 102 il primo Gruppo del 6º Stormo a effettuare il passaggio epocale sui Lockheed Martin F-35 Lightning II.

## Valzer!

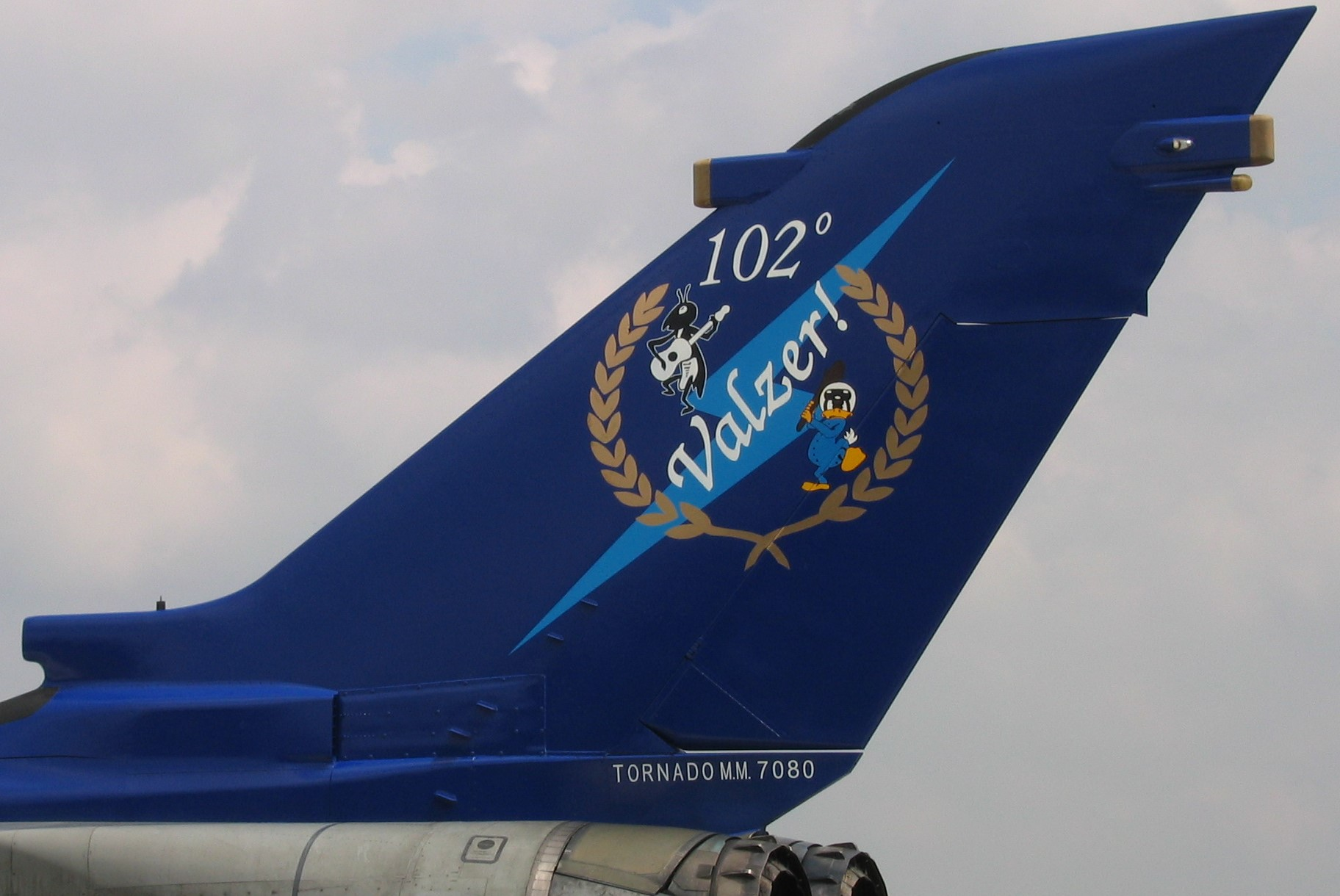
Deriva di un Tornado del 102° Gr. con il Valzer! e il simbolo del Papero e lo storico Grillo (6° St. Ghedi, 2008)

La chiamata radio, che Cenni aveva iniziato a dare ai suoi piloti fin dalle prime azioni di tuffo con gli Stuka, della sua 239ª Squadriglia Autonoma Tuffatori, era:
(chiamata radio che Cenni dava alla 239ª s.a.t. prima del "Tuffo")
Il “Valzer!” non era un invito soltanto al tuffo, ma divenne, per Cenni e i suoi uomini, un motto in uso sia in volo come a terra. Un invito a momenti scanzonati, così a quelli più drammatici.
Questa frase, anche dopo la morte di Cenni, rimase sempre presente nel gruppo: tanto che, dal 1993, il “Valzer!” compare, come special color, sulle derive degli aerei del 102º Gruppo (F-104 prima e Tornado poi). E ancora oggi non c’è brindisi di Gruppo che non si concluda con un “Valzer!”: oggi come ieri simbolo dei valori del 102.

## Il doppio incarico: operatività e scuola

### Scuola
Nel 1999 vi fu la chiusura della scuola "Tornado Trinational Training Establishment" (T.T.T.E.), di Cottesmore in Inghilterra, destinata alle tre aviazioni: inglese, tedesca e italiana. Il compito di questa scuola, fin dall'entrata in servizio dei Tornado, era quello di addestrarne e formarne i futuri piloti e navigatori. Per gli equipaggi italiani, tale prestigioso compito venne affidato dall'Aeronautica Militare al 102º Gruppo, che ha acquisito la denominazione di “Operational Conversion Unit” (O.C.U.), reparto che addestra e abilita tutti i piloti dell'Aeronautica Militare, e non solo, ai Tornado, piloti che provengono dalle Scuole di Volo di Latina e Lecce e vengono direttamente presi in carico dalla Scuola di Volo del 61º Stormo di Lecce Galatina.
La prima fase dell'addestramento avviene con l'attività al simulatore con una serie di 17 missioni di circa 1 ora e trenta minuti di volo, di cui 10 rivolte a conoscere e testare le procedure di emergenza. Nella seconda fase vengono inserite le attività di volo e vengono svolte 6 missioni con istruttore a bordo dei Tornado IDS a doppio comando, voli reali che vengono alternati a ulteriori lezioni al simulatore. La terza fase è quella finale dove i futuri piloti o navigatori vengono esaminati e, se idonei, abilitati al volo senza istruttore e assegnati al 154º o al 156º Gruppo dove conseguono prima la Limited Combat Ready e infine la Full Combat Ready. Gli stessi piloti dopo anni ritornano al 102º Gruppo con la qualifica di istruttore.

### Operatività
I compiti dei "Paperi" del 102º Gruppo non si limitano all'attività addestrativa, ma fin dalla sua nascita il Gruppo ha sempre partecipato con i propri equipaggi a tutte le missioni a cui è stato chiamato, mantenendo la stessa operatività degli altri Gruppi.

## La storia del distintivo

### Il Papero della 239ª Sq. Autonoma Tuffatori
Il simbolo della 239ª Squadriglia era un papero, coricato su una bomba, che scendeva in picchiata diretto contro una nave. Questo simbolo era disegnato su tutti gli scarponi copri carrello degli Stuka della Squadriglia: fu talmente iconico che per molti identifica ancora oggi, erroneamente, non solo la 239ª Squadriglia ma tutti i reparti da Tuffo della Regia Aeronautica.

### Il Grillo col Valzer!
Alla costituzione del 102º Gruppo il Comandante Giuseppe Cenni si distaccò dal papero e ideò il "Grillo canterino" con la chitarra e il suo celebre "Valzer!", il segnale radio, già in uso alla 239. Il Grillo si ispirava alla sua Squadriglia Caccia Cucaracha, la prima e tra le più famose squadriglie caccia della guerra civile spagnola. Questa Squadriglia aveva come simbolo uno scarafaggio che suonava il sassofono.
Ma dopo la tragica morte del Comandante Cenni, il 4 settembre 1943, il Gruppo in segno di lutto decise di non utilizzare più nessun distintivo. Anche se il motto del “Valzer!” continuò a vivere nel Gruppo.

### Il Papero arrabbiato
Nel 1956 ci fu l'obbligo di depositare un distintivo per tutti i gruppi dell'Aeronautica Militare: fu così ideato, dai Piloti del 102º Gruppo, l'attuale "Papero arrabbiato". Si scelse il papero, storico simbolo della 239ª Squadriglia Autonoma Tuffatori di Cenni e colonna portante del 102º Gruppo da sempre. Questo nuovo simbolo non fece però dimenticare né lo storico grillo né il motto "Valzer!" che continuano a comparire come special color, sulle derive degli aerei del 102º Gruppo.

## La memoria del maggiore Cenni

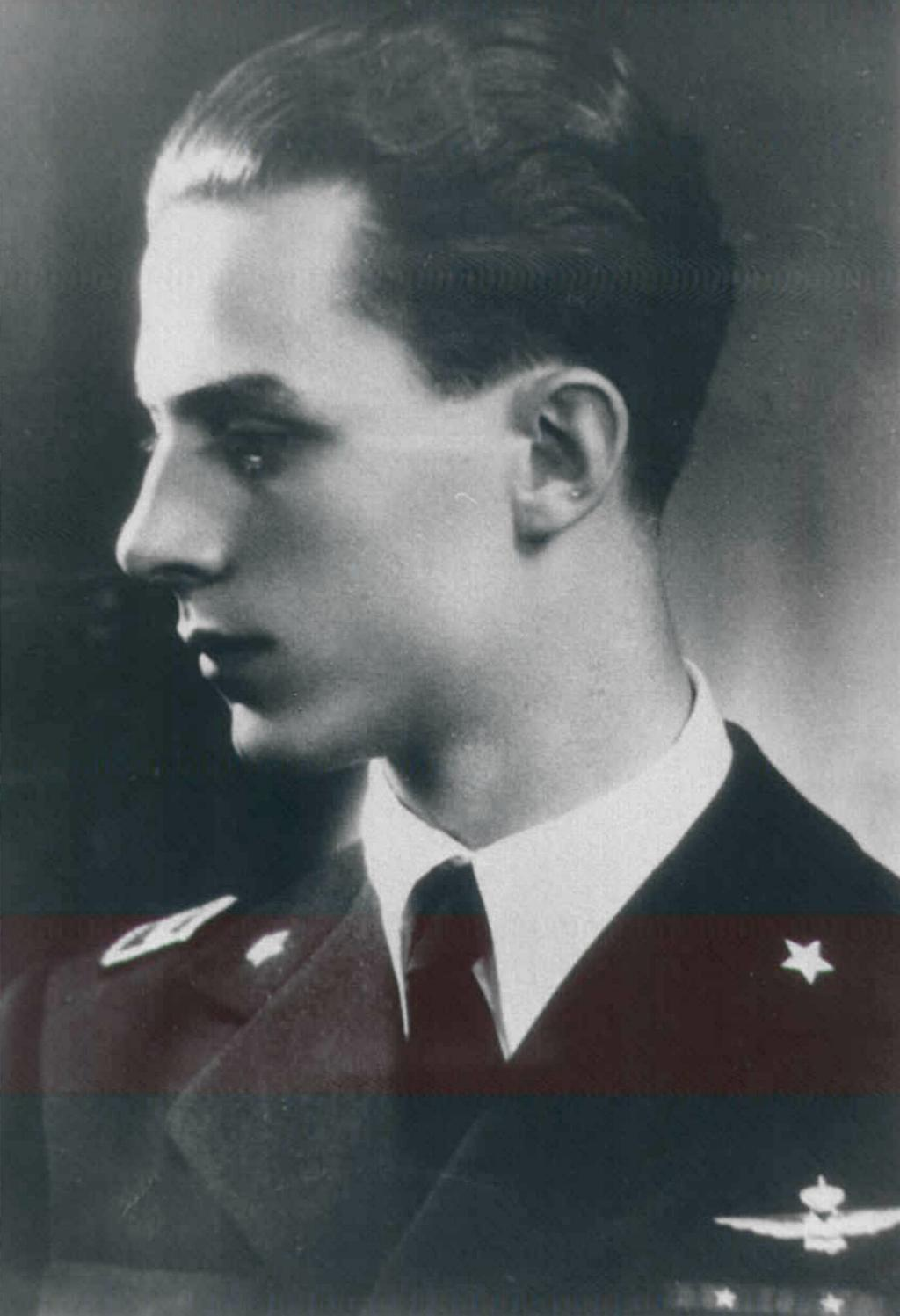
Giuseppe Cenni primo Comandante del 102º Gruppo

È una leggenda dell’Aeronautica Militare: fu insignito della medaglia d’Oro e sei d'Argento al valor militare, Croce di Ferro tedesca di 2ª classe, il passaggio in servizio permanente effettivo e due promozioni per merito di guerra, tre Croci al merito di guerra; più di 200 azioni belliche, 750 ore di volo di guerra su un totale di 1.460; due guerre combattute da protagonista, 8 vittorie in Spagna, dove risulta tra i migliori assi da caccia, affrontando anche 7 mesi di durissima prigionia, e nella seconda guerra mondiale è l’indiscusso asso dei Tuffatori; sopportò la perdita in combattimento, nell’ultima guerra, di 19 piloti, 16 membri di equipaggio e 13 specialisti del proprio reparto; a soli 28 anni è il più giovane comandante di Stormo della Regia Aeronautica, Stormo che sarà uno dei pochi a essere decorato di Medaglia d’Oro; in 7 anni passò da Sottotenente di complemento a Maggiore in servizio permanente effettivo, facente funzione di T.Col.; istruttore di volo acrobatico e campione nel volo a vela, dove vinse titoli nazionali e fece parte del gruppo olimpico. Questi sono i numeri, scarni ma eloquenti, di Giuseppe Cenni.
Il 5º Stormo dell'Aeronautica Militare è stato intitolato alla sua memoria, così come il 102º Gruppo del 6º Stormo di Ghedi.

## Motivazione della M.O.V.M. del 5º Stormo
La motivazione della Medaglia d'oro al valor militare del 5º Stormo, di cui il 102º Gruppo fu la colonna portante durante tutta la seconda guerra mondiale. La motivazione è tratta dal sito del Quirinale - Presidenza della Repubblica.

## Curiosità
- Il Reggiane Re.2002 in esposizione al Museo storico dell'Aeronautica Militare (Vigna di Valle) porta i colori della 239ª Sq., 102º Gruppo, con il Grillo e il "Valzer!" di Giuseppe Cenni, anche se la colorazione scelta, a differenza dell'idea iniziale[43][44], è post armistizio.[45]
- A Casnigo, vicino a Clusone, sul tetto di una fabbrica si può ammirare un F104 del gruppo.

### Periodici
- Carlo Migliavacca, Ricordo di un eroe: il magg. pil. Giuseppe Cenni, in Aeronautica, n. 8-9, Roma, Associazione Arma Aeronautica, 2013. (PDF)
- Angelo Emiliani, Il "Tuffatore" della Regia Aeronautica (Giuseppe Cenni, pilota di Stuka venuto dalla caccia), in Storia Militare, n. 19, Parma, aprile 1995.